# Pawłów (gmina w powiecie bialskim)
Pawłów – dawna gmina wiejska istniejąca w latach 1867–1940 na Lubelszczyźnie. Siedzibą gminy był Pawłów Stary.
Gmina zbiorowa Pawłów powstała w 1867 roku w związku z podziałem Królestwa Polskiego na powiaty i gminy. Weszła w skład w powiatu konstantynowskiego w guberni siedleckiej (w latach 1912–1915 jako część guberni chełmskiej). Gmina składała się początkowo z 4 wsi: Pawłów, Klonowica, Werchliś i Jakówki.
W okresie międzywojennym gmina weszła w skład woj. lubelskiego a po likwidacji powiatu konstantynowskiego z dniem 1 kwietnia 1932 roku została włączona do powiatu bialskiego. Gmina stanowiła pierścień wokół miasta Janowa Podlaskiego, który był oddzielną gminą miejską.
Podczas okupacji gminę włączono do dystryktu lubelskiego w Generalnym Gubernatorstwie (Landkreis Biala-Podlaska), gdzie w 1940 roku została zniesiona. Z jej obszaru oraz z obszaru pozbawionego praw miejskich Janowa Podlaskiego utworzono wiejską gminę Janów Podlaski.